# تشيرنوبل

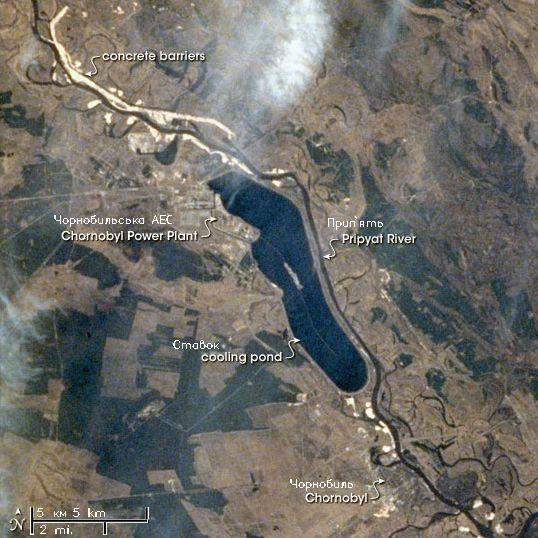
مفاعل تشيرنوبيل من الفضاء

تشرنوبل (بالأوكرانية:Чорнобиль ، بالروسية: Чернобыль) مدينة أوكرانية تقع في شمال أوكرانيا بمقاطعة كييف، شهدت المدينة كارثة تشيرنوبيل في 1986 حينما وقع انفجار بمفاعل تشرنوبل النووي الذي يبعد 122 كيلو متر من مدينة تشيرنوبيل التي هجرت بسبب تلوثها بالأشعاع الناجم عن انفجار المفاعل، وجاء الاسم من كلمتي تشروني (чорний, أسود) وبيليا (билля, ابيض).
تم ذكر المدينة لأول مرة كنزل للصيد الدوقي في عام 1193، وقد تغيرت ملكية المدينة عدة مرات على مدار التاريخ. انتقل اليهود إلى المدينة في القرن السادس عشر، وتم إنشاء دير مهجور الآن في المنطقة عام 1626. وبحلول نهاية القرن الثامن عشر، كانت تشيرنوبيل مركزًا رئيسيًا لليهودية الحسيدية في عهد أسرة تويرسكي، التي غادرت تشيرنوبيل بعد الحرب العالمية الثانية. تعرضت المدينة للمذابح في أوائل القرن العشرين. قُتلت الجالية اليهودية لاحقًا خلال الهولوكوست. تم اختيار تشيرنوبيل كموقع لأول محطة للطاقة النووية في أوكرانيا في عام 1972، وتقع على بعد 15 كيلومترًا (9 ميل) شمال المدينة، والتي افتتحت في عام 1977. تم إخلاء تشيرنوبيل في 5 مايو 1986، بعد تسعة أيام من وقوع كارثة نووية كارثية في المحطة. والتي كانت أكبر كارثة نووية في التاريخ. جنبًا إلى جنب مع سكان مدينة بريبيات القريبة، والتي تم بناؤها كمنزل لعمال المصنع، تم نقل السكان إلى مدينة سلافوتيتش المبنية حديثًا، ولم يعود معظمهم أبدًا.
كانت المدينة المركز الإداري لمقاطعة تشيرنوبيل رايون منذ عام 1923. وبعد الكارثة، في عام 1988، تم حل المنطقة ونقل الإدارة إلى منطقة إيفانكيف رايون المجاورة. تم إلغاء الرايون في 18 يوليو 2020 كجزء من الإصلاح الإداري في أوكرانيا، مما أدى إلى خفض عدد الرايون في أوبلاست كييف إلى سبعة. تم دمج منطقة إيفانكيف رايون في فيشهورود رايون
على الرغم من أن تشيرنوبيل هي في المقام الأول مدينة أشباح اليوم، إلا أن عددًا صغيرًا من الناس لا يزالون يعيشون هناك، في منازل تحمل علامات مكتوب عليها "صاحب هذا المنزل يعيش هنا"، ويعيش هناك أيضًا عدد قليل من الحيوانات. كما يتمركز العمال المراقبون والموظفون الإداريون في منطقة تشيرنوبيل المحظورة في المدينة. يوجد بالمدينة متجران عامان وفندق.
خلال الغزو الروسي لأوكرانيا عام 2022، استولت القوات الروسية على تشيرنوبيل مؤقتًا واحتلتها في الفترة ما بين 24 فبراير و2 أبريل. وبعد الاستيلاء عليه، أفادت التقارير أن مستويات الإشعاع ارتفعت مؤقتًا، بسبب الأنشطة البشرية، بما في ذلك أعمال الحفر، التي أزعجت الغبار.

## المناخ
يظهر الجدول التالي التغييرات المناخية على مدار السنة لتشيرنوبل:
| البيانات المناخية لـتشيرنوبل      | البيانات المناخية لـتشيرنوبل | البيانات المناخية لـتشيرنوبل | البيانات المناخية لـتشيرنوبل | البيانات المناخية لـتشيرنوبل | البيانات المناخية لـتشيرنوبل | البيانات المناخية لـتشيرنوبل | البيانات المناخية لـتشيرنوبل | البيانات المناخية لـتشيرنوبل | البيانات المناخية لـتشيرنوبل | البيانات المناخية لـتشيرنوبل | البيانات المناخية لـتشيرنوبل | البيانات المناخية لـتشيرنوبل | البيانات المناخية لـتشيرنوبل |
| الشهر                             | يناير                        | فبراير                       | مارس                         | أبريل                        | مايو                         | يونيو                        | يوليو                        | أغسطس                        | سبتمبر                       | أكتوبر                       | نوفمبر                       | ديسمبر                       | المعدل السنوي                |
| --------------------------------- | ---------------------------- | ---------------------------- | ---------------------------- | ---------------------------- | ---------------------------- | ---------------------------- | ---------------------------- | ---------------------------- | ---------------------------- | ---------------------------- | ---------------------------- | ---------------------------- | ---------------------------- |
| الدرجة القصوى °م (°ف)             | 11.5 (52.7)                  | 17.0 (62.6)                  | 22.6 (72.7)                  | 26.6 (79.9)                  | 32.9 (91.2)                  | 34.0 (93.2)                  | 35.2 (95.4)                  | 36.3 (97.3)                  | 35.9 (96.6)                  | 26.3 (79.3)                  | 19.6 (67.3)                  | 11.3 (52.3)                  | 36.3 (97.3)                  |
| متوسط درجة الحرارة الكبرى °م (°ف) | −0.7 (30.7)                  | −0.2 (31.6)                  | 6.0 (42.8)                   | 14.3 (57.7)                  | 20.7 (69.3)                  | 22.8 (73.0)                  | 25.9 (78.6)                  | 24.6 (76.3)                  | 18.6 (65.5)                  | 12.5 (54.5)                  | 4.3 (39.7)                   | −0.2 (31.6)                  | 12.4 (54.3)                  |
| المتوسط اليومي °م (°ف)            | −3.6 (25.5)                  | −3.9 (25.0)                  | 1.8 (35.2)                   | 9.1 (48.4)                   | 14.8 (58.6)                  | 17.4 (63.3)                  | 20.7 (69.3)                  | 18.7 (65.7)                  | 13.7 (56.7)                  | 8.2 (46.8)                   | 1.9 (35.4)                   | −2.8 (27.0)                  | 8.0 (46.4)                   |
| متوسط درجة الحرارة الصغرى °م (°ف) | −6.3 (20.7)                  | −7.3 (18.9)                  | −2.4 (27.7)                  | 3.7 (38.7)                   | 8.8 (47.8)                   | 11.9 (53.4)                  | 14.5 (58.1)                  | 13.0 (55.4)                  | 8.7 (47.7)                   | 3.6 (38.5)                   | −1.1 (30.0)                  | −5.0 (23.0)                  | 3.5 (38.3)                   |
| أدنى درجة حرارة °م (°ف)           | −29.7 (−21.5)                | −32.8 (−27.0)                | −20 (−4)                     | −9 (16)                      | −6 (21)                      | 2.2 (36.0)                   | 6.2 (43.2)                   | 0.0 (32.0)                   | −1.6 (29.1)                  | −10.5 (13.1)                 | −20 (−4)                     | −30.8 (−23.4)                | −32.8 (−27.0)                |
| الهطول مم (إنش)                   | 42.2 (1.66)                  | 41.6 (1.64)                  | 39.0 (1.54)                  | 46.3 (1.82)                  | 89.4 (3.52)                  | 91.6 (3.61)                  | 106.9 (4.21)                 | 62.7 (2.47)                  | 77.4 (3.05)                  | 56.9 (2.24)                  | 57.5 (2.26)                  | 46.3 (1.82)                  | 757.8 (29.84)                |
| متوسط أيام هطول الأمطار           | 9.94                         | 10.17                        | 7.68                         | 9.24                         | 11.09                        | 12.87                        | 12.00                        | 8.75                         | 11.15                        | 8.75                         | 10.29                        | 10.78                        | 122.71                       |
| المصدر: Météo Climat              |                              |                              |                              |                              |                              |                              |                              |                              |                              |                              |                              |                              |                              |

## كارثة تشيرنوبيل
وقعت في مفاعل تشيرنوبيل أكبر كارثة نووية شهدها العالم في يوم السبت 26 أبريل من عام 1986 حيث كان ما يقرب من 200 موظف يعملون في مفاعل الطاقة النووي (1,2,7) بينما كان يتم إجراء التجربة في الوحدة الرابعة التي وقع فيها الانفجار . وقد وقع الانفجار على أثر خلل بأحد المولدات التوربينية بالمحطة وأدى إلى حدوث اضطراب في إمدادات الطاقة في جمهورية أوكرانيا كما أدى إلى إغلاق المصانع وتعطل المزارع وبلغت الخسائر المادية أكثر من ثلاثه مليارات دولار . وقد لقى 36 شخصا مصرعهم وأصيب أكثر من 2000 شخص . وعقب الانفجار أعلنت السلطات في أوكرانيا أن منطقة تشرنوبل منطقة منكوبة وتم اجلاء أكثر من 101 ألف شخص من المناطق المحيطة بالمفاعل. وبعد حدوث الانفجار بدأت عمليات دفن وتغليف المفاعل بالخرسانة المسلحة لمنع تسرب الإشعاع الناجم عنه والذي أدى إلى وفاة عدد كبير في السنوات التالية متأثرين بالإشعاع. وقام الاتحاد السوفيتي بالإعلان عن حدوث هذا الانفجار على أراضيه، ثم طلب المعونة من دول العالم، أحد مظاهر التغيير في سياسة زعيم الكتلة الشيوعية الذي كان لا يكشف عن مثل هذه الأحداث أبداً!

## أعلام
- فلاديمير برافيك